# نیدرردرن
نیدرردرن (به فرانسوی: Niederrœdern) یک کمون در فرانسه است که در Canton of Seltz واقع شده‌است.

## خصوصیات
نیدرردرن ۶٫۸۸ کیلومترمربع مساحت و ۸۹۱ نفر جمعیت دارد.